# August Eduard Aderholdt
August Eduard Aderholdt (1828 - 1890 ) foi um botânico alemão .